# Die Abenteuer der Bremer Stadtmusikanten
Die Abenteuer der Bremer Stadtmusikanten ist eine spanische Zeichentrickserie, die auf dem Märchen Die Bremer Stadtmusikanten der Brüder Grimm basiert. Sie wurde 1989 in Spanien ausgestrahlt.

## Inhalt
Der Hahn Gocki wird von einem Bauern vom Hof gejagt und trifft den Esel Toni, der von seiner Herrin misshandelt wird. Sie treffen auf den Hund Lupo, dessen Herrchen ein Straßenmusikant ist. Als sie von einem Musikwettbewerb in Bremen hören, beschließen sie eine Band zu gründen und nehmen daran teil.

## Charaktere
- Gocki ist ein Hahn, der beinahe von einem Bauern erschlagen wurde, weil er ihn nicht rechtzeitig geweckt hat. Er ist der gewitzte Anführer der Stadtmusikanten. Sein Instrument ist die Gitarre.
- Toni ist ein gutmütiger, wenn auch leicht einfältiger Esel. Er spielt Trommel, da er wegen seiner Hufe kein anderes Instrument spielen kann.
- Lupo ist ein musikalisch begabter Hund, der Trompete spielt. Daneben spielt noch eine saxophonspielende Katze mit.
- Der Chef, der richtige Name bleibt den Zuschauern verborgen, ist ein Anführer einer Verbrecherbande.

## Synchronisation
| Rolle    | spanischer Sprecher      |
| -------- | ------------------------ |
| Gocki    | Rafael Alonso Naranjo Jr |
| Toni     | Gonzalo Durán            |
| Lupo     | Eduardo Jover            |
| Der Chef | Simón Ramírez            |

## Episodenliste
| - 1. Gocki, Toni und Lupo - 2. Der vierte im Bunde - 3. Räuber oder Gespenster? - 4. Auf nach Bremen! - 5. Freunde aus dem Wald - 6. Das große Geheimnis - 7. Der Schatz in der Höhle - 8. Toni im Hexenkäfig - 9. Die Zirkus-Artisten - 10. Hinter dem Wasserfall - 11. Ein Ballonflug, der ist lustig - 12. Überfall auf Goldtransport - 13. Das Fest der Liebe | - 14. Der Riese ohne Freunde - 15. Verzaubert zum Tanzen - 16. Der Grosse, böse Wolf - 17. Wo ist die Kanone? - 18. Die Helden im Labyrinth - 19. Der kleine weisse Elefant - 20. Ralphy kehrt zurück - 21. Atila, der Verräter - 22. Treffpunkt: Bauernhof - 23. Die Falsche Elster - 24. Mauzers Vetter Ferdinand - 25. Das Testament auf Pergament - 26. Die vier Unzertrennlichen |

## Film
Unter dem Titel Die vier Furchtlosen erschien 1989 ein Film zur Serie auf VHS in Deutschland. 